# Инсекти у музици
Имена инсеката су се појављивала у музици од Римског-Корсакова "Бумбаров лет" до популарних песама као што су "Jimmy Crack Corn“ и народне песме La Cucaracha која говори о бубашваби. Поменуте групе инсеката укључују пчеле, мрави, муве и разне инсекте који певају као што су цикаде, цврчци и тврдокрилци, док се друге песме односе на бубе уопште.

## Преглед
Инсекти укључујући пчеле, цикаде, цврчке и скакавце производе звукове, било летењем или стридулацијом, привлачећи интересовање људи. Сходно томе, звуци инсеката су били инспирација за разне облике музике. Међу западним композиторима, Николај Римски-Корсаков имитира брзо зујање вибрато бумбара у свом чувеном „Лету бумбара“; Едвард Григ је био инспирисан мувама у својој књизи Said the Gadfly to the Fly. Популарне песме са темом инсеката укључују  "Glow-Worm", "Poor Butterfly", "La Cucaracha", "The Boll Weevil", and "The Blue-Tailed Fly". Опере као што су Пучинијева "Мадам Батерфлај" и Роуселов "Le Festin de L’Araignée" на сличан начин упућују на зглавкаре. Поп групе назване по инсектима су Buddy Holly and The Crickets, Битлси, Adam and the Ants и многи други. Познато је да певају неки измишљени цврчци у западној популарној култури, као што су Цврчак Цврча и Cri-Cri.

## У класичној музици
Француски ренесансни композитор Жоскин де Пре, који је радио у Италији, написао је дело у стилу фротоле под насловом El Grillo (Цврчак). Једно је од најчешће певаних његових дела.
Николај Римски-Корсаков је написао „Бумбаров лет“ као оркестарски интерлудијум за своју оперу „Бајка о цару Султану“, компоновану 1899–1900. Комад затвара трећи чин, слика 1, током којег магична птица лабуд претвара принца Гвидона Салтановича (Царевог сина) у бумбара како би он одлетео у посету свом оцу, који не зна да је жив. Композиција је једна од најпрепознатљивијих у класичној музици. Брз темпо музике довео је до њене масовне привлачности, као и да је отежава свирање. Музичари су одговорили на изазов постављајући светске рекорде за најбрже извођење на гитари, клавиру и виолини.
Канадски виолиниста Ерик Спид оборио је рекорд за најбрже извођење "Бумбаровог лета" на фестивалу "Just For Laughs" у Монтреалу 22. јула 2011, одсвиравши комад за 53 секунде. Песма има директну везу са мајстором борилачких вештина Брусом Лијем, који је глумио у радијском програму Green Hornet. „Лет“ је била тематска музика емисије, помешана са зујањем стршљена створеним на теремину. Представа на којој је опера заснована – коју је написао Александар Пушкин – првобитно је имала још две теме о инсектима: Лет комарца и Лет муве. Ни једно ни друго није направљено у музичке комаде. Један је направљен као илустрација за оригиналну публикацију.
Бизарно емпатичан комад Беле Бартока, From the Diary of a Fly, for piano (Mikrokosmos Vol. 6/142), покушава да прикаже поступке муве ухваћене у паучину, из перспективе муве – тј. дневника. Звукови зујања означавају очајну жељу муве да побегне. Средњи део покрета Adagio religioso у Бартоковом "Концерту за клавир бр. 3" из 1945. садржи имитације природних звукова инсеката и позива птица.

## У популарној музици
"Ants Marching" је песма групе Dave Matthews Band. Песма садржи теме монотоније свакодневног живота као мрави који бесконачно марширају тамо-амо. И тема и музика песме обожавају обожаваоци, а свирана је преко 1000 пута уживо на концерту. Сам Дејв Метјуз је једном изјавио: „Ова песма је наша химна“. Ирска фолк певачица Шинејд Лохан укључила је песму „"Bee In The Bottle"“ на свој албум из 1995. Who Do You Think I Am.

## Певајући инсекти
Џез музичар и професор филозофије Дејвид Ротенберг свира дуете са певачким инсектима, укључујући цикаде, цврчке и бубе.